# Quarré-les-Tombes
Quarré-les-Tombes is een gemeente in het Franse departement Yonne (regio Bourgogne-Franche-Comté) en telt 714 inwoners (2005). De plaats maakt deel uit van het arrondissement Avallon.

## Geografie
De oppervlakte van Quarré-les-Tombes bedraagt 45,9 km², de bevolkingsdichtheid is 15,6 inwoners per km².
De onderstaande kaart toont de ligging van Quarré-les-Tombes met de belangrijkste infrastructuur en aangrenzende gemeenten.

## Demografie
Onderstaande figuur toont het verloop van het inwonertal (bron: INSEE-tellingen).